# Žibkov
Žibkov je malá vesnice, část města Miličín v okrese Benešov. Nachází se asi 2,5 km na jihozápad od Miličína. V roce 2009 zde bylo evidováno 10 adres.
Žibkov leží v katastrálním území Miličín o výměře 10,85 km².

## Historie
První písemná zmínka o vesnici pochází z roku 1379.

## Galerie

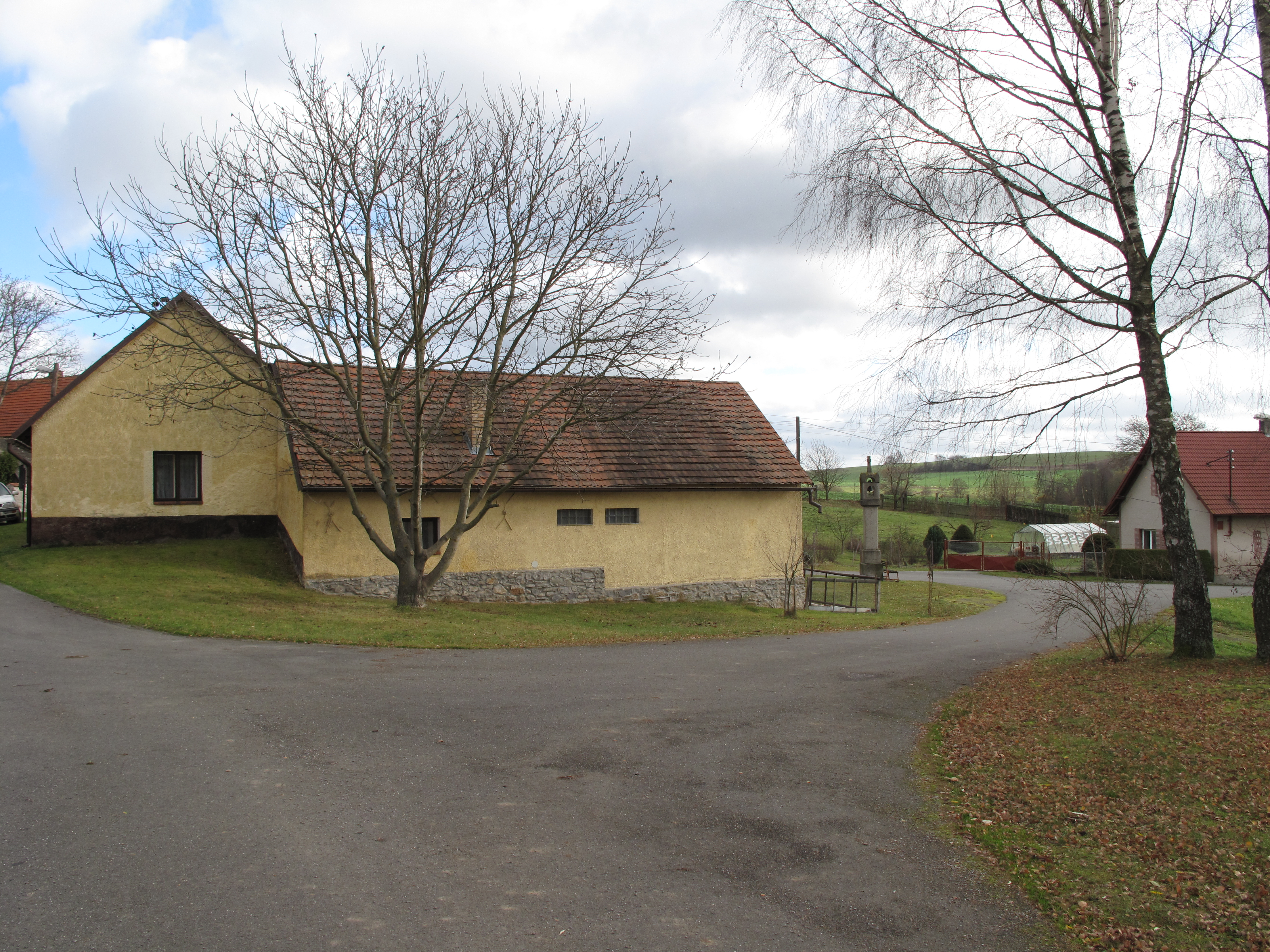
Náves
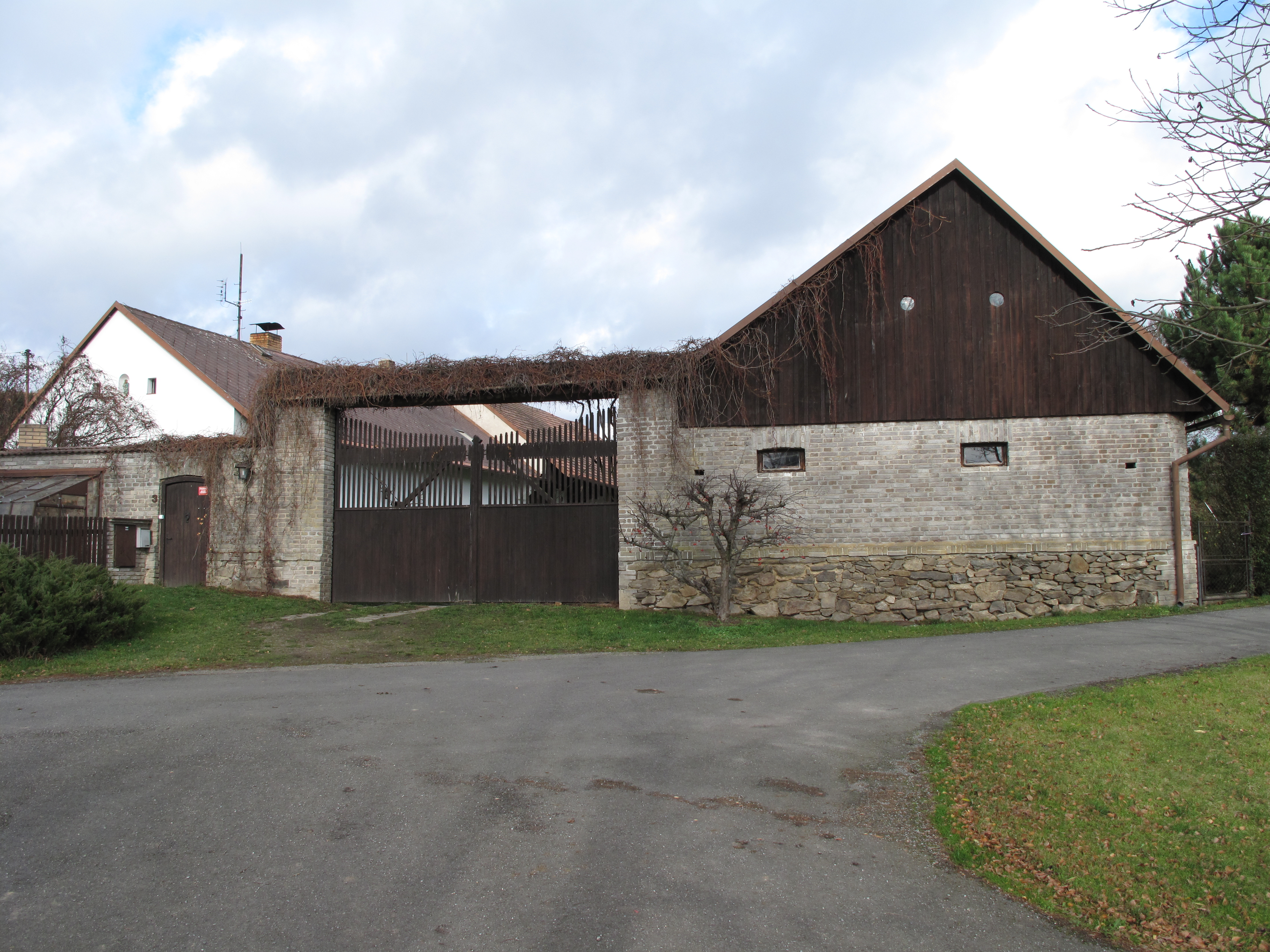
Stavení
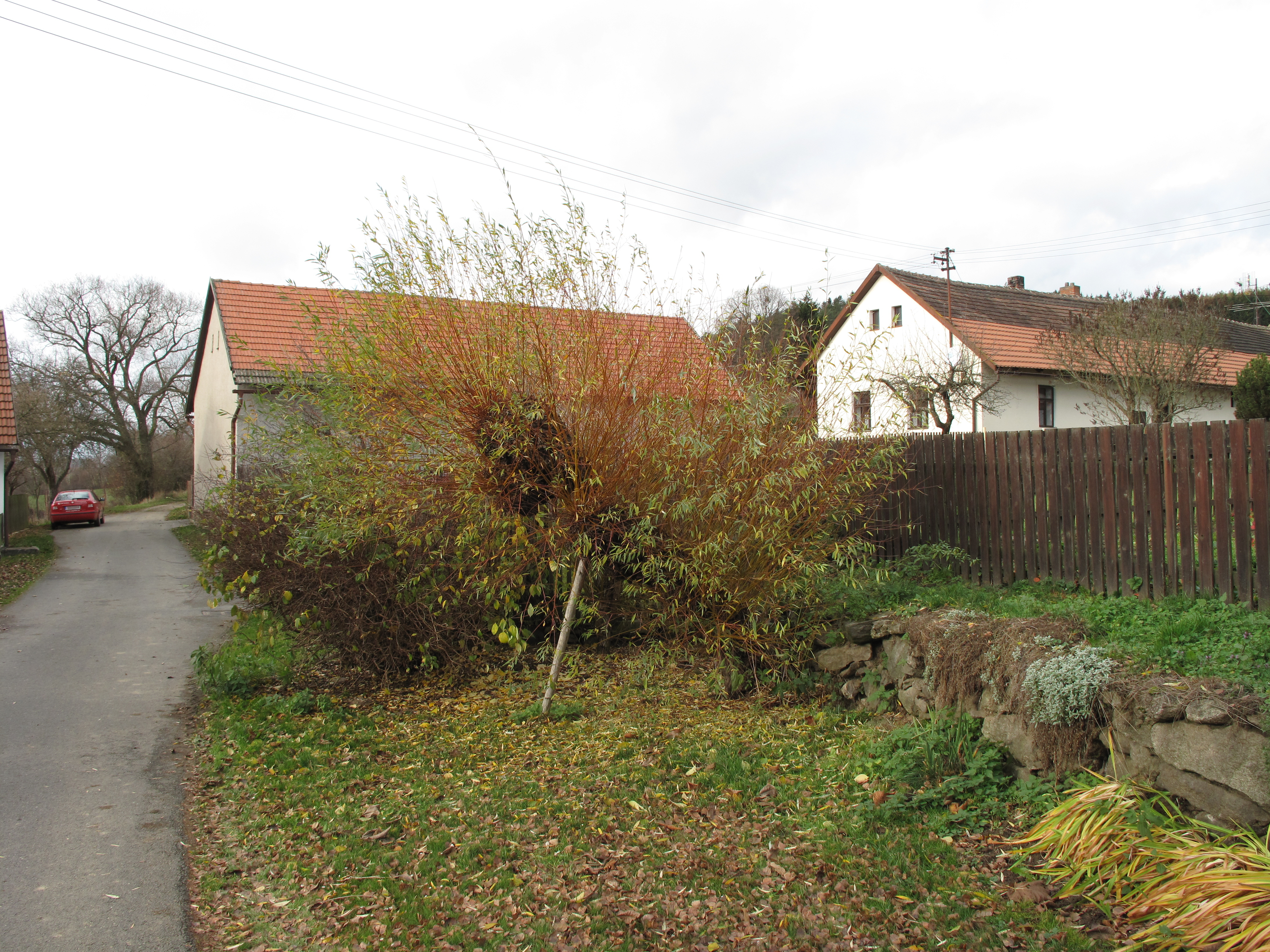
Vrba